# Canyon (Texas)
Canyon és una ciutat i seu del Comtat de Randall a l'estat de Texas. Segons el cens del 2000 tenia 12.875 habitants.

## Demografia
Segons el cens del 2000, Canyon tenia 12.875 habitants, 4.802 habitatges, i 2.924 famílies. La densitat de població era de 1.004,3 habitants per km².
Dels 4.802 habitatges en un 33,1% hi vivien nens de menys de 18 anys, en un 47,8% hi vivien parelles casades, en un 10,8% dones solteres, i en un 39,1% no eren unitats familiars. En el 29,8% dels habitatges hi vivien persones soles el 8,7% de les quals corresponia a persones de 65 anys o més que vivien soles. El nombre mitjà de persones vivint en cada habitatge era de 2,4 i el nombre mitjà de persones que vivien en cada família era de 3,05.
Per edats la població es repartia de la següent manera: un 23,8% tenia menys de 18 anys, un 25,6% entre 18 i 24, un 25,7% entre 25 i 44, un 15,3% de 45 a 60 i un 9,6% 65 anys o més.
L'edat mediana era de 25 anys. Per cada 100 dones de 18 o més anys hi havia 90,5 homes.
La renda mediana per habitatge era de 32.361$ i la renda mediana per família de 46.250$. Els homes tenien una renda mediana de 34.338$ mentre que les dones 25.255$. La renda per capita de la població era de 16.292$. Aproximadament el 8,1% de les famílies i el 14,3% de la població estaven per davall del llindar de pobresa.

## Poblacions properes
El següent diagrama mostra les poblacions més properes.